# Pierre Jolibois (chimiste)
Pour les articles homonymes, voir Pierre Jolibois et Jolibois.
Pierre Jolibois (Paris 8e, 23 mai 1884 - Paris 7e, 18 février 1954) est un ingénieur et chimiste français.

## Biographie
Médard Pierre Jolibois est né à Paris le 23 mai 1884. Il est le fils de Charles Jolibois.
Il est élève à l'École polytechnique (1903). Il a été capitaine d'artillerie au Service technique de l'aéronautique.
Il épouse Edmée Duruy, fille de Georges Duruy.
En 1938, il est fait commandeur de la Légion d'honneur.
Il meurt le 18 février 1954 à Paris et est enterré au cimetière du Père-Lachaise (82e division).

## Carrière
Il est professeur de chimie à l'École des mines de Paris, membre de l'Académie des sciences, de la Commission des Annales des Mines, du Comité scientifique des poudres et du Directoire du CNRS, président de la Société chimique de France, de l'Association française pour l'avancement des sciences de 1948 à 1951, de la Section de Chimie minérale de l'Union internationale de chimie et du Conseil chargé du contrôle et de la gestion de l'IG Farben.

## Sources
- annales.org
- Académie-sciences.fr